# Linha de Ataque: Futebol Arte
Linha de ataque - futebol arte é uma revista em quadrinhos brasileira publicada pelo selo Abril Comics em 1998 com quatro histórias sobre futebol escritas por importantes cronistas esportivos e ilustrada por diferentes quadrinistas, com a intenção de aproveitar o interesse dos leitores pela Copa do Mundo de 1998. Os cronistas, responsáveis pelos argumentos que deram base a cada HQ, foram Armando Nogueira, José Trajano, Marcelo Fromer e Casagrande, cujas histórias foram desenvolvidas, respectivamente, por Marcelo Campos, Octavio Cariello, Rogério Vilela e Roger Cruz. A HQ ganhou o Troféu HQ Mix de 1999 como "melhor edição especial".